# Vadim Sharlaimov
Vadim Sharlaimov (9 dicembre 1996) è uno schermidore kazako, specializzato nella spada.

## Palmarès
- Mondiali

Tbilisi 2025: bronzo nella spada a squadre.
- Campionati asiatici

Bangkok 2018: argento nella spada a squadre.